# The Terminator (videogioco 1992 Mega Drive)
The Terminator è un videogioco d'azione pubblicato nel 1992 dalla Virgin Games per Game Gear, Sega Mega Drive e Sega Master System. Basato sul film Terminator del 1984, il gioco alterna livelli strutturati come uno sparatutto a scorrimento orizzontale ad altri di guida, in cui il giocatore controlla il personaggio di Kyle Reese nella sua missione di salvare Sarah Connor da Terminator.
Nel 1993 la Virgin pubblicò anche un The Terminator differente per Sega Mega CD.

## Trama
Il videogioco segue fedelmente la trama del film omonimo del 1984, diretto da James Cameron. La storia si svolge principalmente a Los Angeles nel 1984, ma include anche scene ambientate nel futuro post-apocalittico dominato dalle macchine. Il gioco inizia con una sequenza nel futuro, mostrando il devastato paesaggio post-apocalittico dominato dalle macchine. Kyle Reese viene scelto per viaggiare indietro nel tempo e proteggere Sarah Connor.
Durante il gioco, Reese arriva a Los Angeles nel 1984 e deve trovare Sarah Connor prima che lo faccia il Terminator. Inizia una corsa contro il tempo per localizzare Sarah e salvarla dagli attacchi del cyborg assassino. Reese affronta numerosi incontri con il Terminator, che cerca costantemente di eliminare Sarah. Questi incontri avvengono in vari ambienti, dai vicoli bui della città agli edifici industriali. Una volta trovata Sarah, Reese deve proteggerla mentre si muovono attraverso diversi livelli. Il giocatore deve difenderla dai continui attacchi del Terminator e da altri nemici inviati da Skynet. Il gioco culmina in uno scontro finale in una fabbrica, dove Reese e Sarah devono sconfiggere il Terminator una volta per tutte. Utilizzando l'ambiente e le armi disponibili, il giocatore deve distruggere il cyborg per assicurarsi che Sarah sopravviva. Dopo la sconfitta del Terminator, Sarah è salva e il futuro della resistenza è garantito. Reese, tuttavia, è consapevole del suo destino tragico nel futuro e della sua relazione con Sarah.

## Ambientazione
Il gioco è ambientato in un futuro distopico dove le macchine, guidate da un'intelligenza artificiale chiamata Skynet, hanno preso il controllo del mondo. La resistenza umana, guidata da John Connor, lotta per la sopravvivenza. Per prevenire la nascita di John Connor, Skynet invia un cyborg assassino, il Terminator, indietro nel tempo per eliminare sua madre, Sarah Connor, prima che lui nasca.